# Локомотив курастыру зауыты
Локомотив курастыру зауыты (ЛКЗ) (каз. Локомотив құрастыру зауыты) — предприятие железнодорожного машиностроения, расположенное в городе Астана (Казахстан), выпускающее тепловозы. Основной продукт — магистральный грузовой односекционный тепловоз ТЭ33А серии «Evolution», маневровый версия ТЭМ11А и пассажирская версия ТЭП33А.
«Локомотив курастыру зауыты» наряду с находящимся рядом «Электровоз курастыру зауыты» является одним из крупных предприятий в Казахстане по выпуску локомотивов.

## Акционеры
- Wabtec[англ.] (США) — 100 %[1].

Единственным акционером до мая 2013 года являлось государственная АО «НК «КТЖ». С 2013 года по декабрь 2023 года 50 % акций принадлежало «Трансмашхолдингу».
Главой АО «Локомотив құрастыру зауыты» является Тлеубаев Марат Болатович, который уже многие годы работает в железнодорожной отрасли Казахстана.

## История
В мае 2006 года в ходе визита Президента Казахстана в США АО «НК «Қазақстан Темір Жолы» заключила соглашение с компанией «GE Transportation» о налаживании в Казахстане производства локомотивов серии «Evolution». Завод строился на чистом поле, с нуля. 25 ноября 2009 года предприятие ввели в эксплуатацию, тогда же были выпущены первые локомотивы.
В январе 2011 года тепловоз ТЭ33А успешно прошел испытания на способность выполнять поездную работу на сложном участке профиля железных дорог в суровых климатических условиях Якутии. Также был заключён первый договор поставки за рубеж — в Таджикистан.
С 2012 года велись переговоры о вхождении в состав акционеров ЗАО «Трансмашхолдинг», крупнейшего российского предприятия в области транспортного машиностроения. 29 апреля 2013 года государственная АО «НК «КТЖ» реализовала 50 % акций завода российской ЗАО «ТМХ». 
В 2012 году началась вторая фаза локализации производства, по итогу которой она составила 32% (11 тысяч наименований деталей). 
За первые пять лет работы завод выпустил более 280 локомотивов. Кроме грузовых и пассажирских локомотивов анонсировали о сборке в будущем маневровых тепловозов (ТЭМ11А вышли в серию в 2020 году). В 2013 году было освоено производство по изготовлению рам тележек электровозов серии KZ8A. 
В 2014 году после серии технических испытаний на тепловозы ТЭ33АС была получена сертификация соответствия требованиям российских норм безопасности, тем самым документально получив возможность использовать тепловозы в странах СНГ и Балтии. В 2015 году уровень локализации составил 35%. 

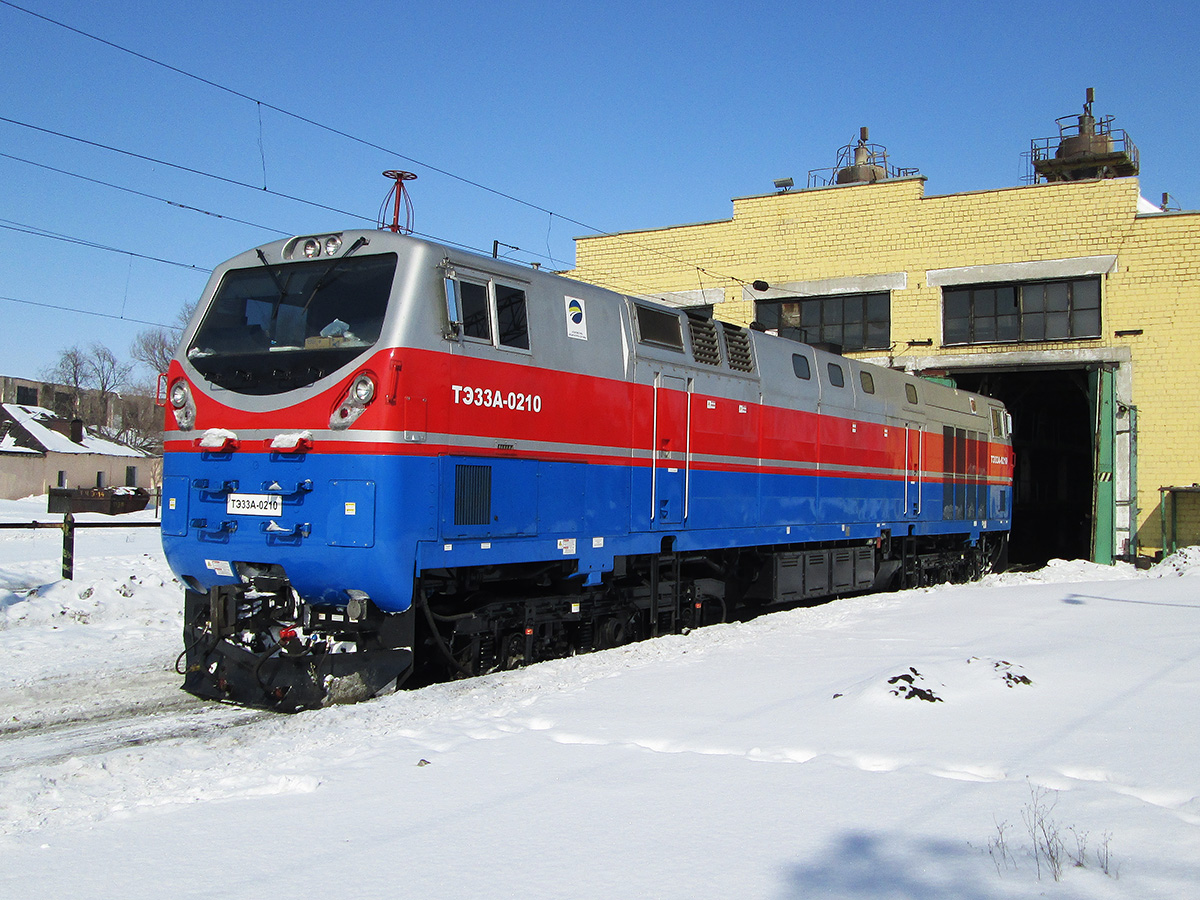
ТЭ33А-0210 в Карагандинской области Казахстана

В 2015 году сообщалось о сокращении производства из-за уменьшения заказов, так как железные дороги Казахстана к тому моменту достаточно закупили необходимое количество тепловозов, а планируемые изначально поставки на российский рынок затянула сертификация тепловоза, на ситуацию не повлияло и то, что завод к тому моменту на 50 % принадлежал российской ЗАО «ТМХ». В этот период «Локомотив курастыру зауыты» диверсифицировало своё производство. Были повышены объемы металлообработки на современных станках, а также налажено сотрудничество по изготовлению деталей с производителем комбайнов СП «Казтехмаш» (Петропавловск).
В декабре 2015 года состоялось открытие завода «Астана Дизель сервис», на котором началась сборка двигателей GEVO в том числе для локомотивов завода «Локомотив курастыру зауыты».
26 января 2017 года государственная АО «НК «КТЖ» реализовало оставшиеся 50 % предприятия американской компании General Electric Transportation (с 2019 года слилась с Wabtec), таким образом завод стал принадлежать российской и американской компаниям в равных долях. 
В октябре 2022 года, после тестирования и сертифицирования, была выпущена в серию новая модель — маневровый тепловоз ТЭМ11А. На 2022 года было построено две машины. 
В августе 2023 года завод «Локомотив курастыру зауыты» выпустил 500-й локомотив.
В сентябре 2023 года КТЖ получила финансирование на закупку 240 локомотивов.
В декабре 2023 года ЗАО «Трансмашхолдинг», находившееся под санкциями в следствии российской агрессии против Украины, продала свои 50% акций предприятия. Таким образом держателем 100% акций «Локомотив курастыру зауыты» стала американская Wabtec Transportation Engines Holding B.V.
3 июля 2024 года АО «Локомотив Құрастыру Зауыты» отметило свое 15-летнее.
К ноябрю 2024 года с конвейера завода сошло 611 локомотивов. Глава предприятия Марат Тлеубаев сообщил главе премьер-министру Казахстана Бектенову Олжасу, что на заводе освоены все ключевые узлы сборки, а уровень локализации достигает 75%. На предприятии создано 742 рабочих места.
В июле 2024 года для обеспечения более быстрого реагирования, постоянного совершенствования текущих разработок на территории «Локомотив курастыру зауыты» открылся инженерный центр компании Wabtec.

## Продукция

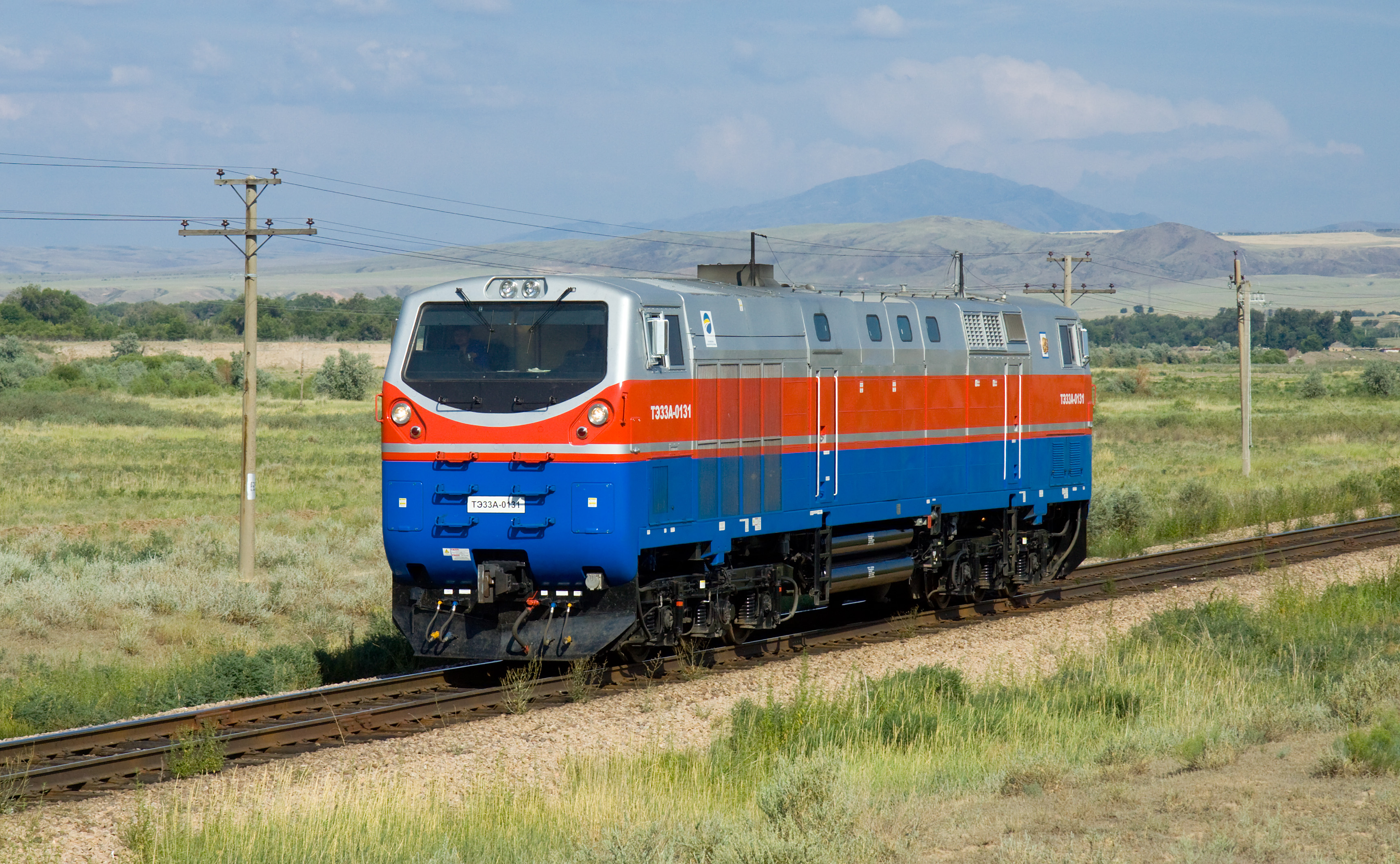
Тепловоз ТЭ33А

- Тепловоз ТЭ33А (Evolution ES44ACi) — серия тепловозов с асинхронным тяговым приводом.
  - ТЭ33АС — магистральный грузовой односекционный тепловоз, версия соответствующая сертификату ВНИИЖТ.
  - ТЭП33А — магистральный пассажирский односекционный тепловоз.
- ТЭМ11А — маневровый тепловоз.

## Экспортные поставки
Продукция завода «Локомотив курастыру зауыты» поставляется в различные страны. Среди них — железные дороги Таджикистана, Кыргызстана, Туркменистана, Азербайджана, Украины, Молдовы, Монголии и Узбекистан. Локомотивами интересовались в Латвии (закупили одну машину).